# Effetto amore
Effetto amore è un album del duo musicale Al Bano & Romina Power pubblicato nel 1984 in Italia.
Contiene 11 brani tra i quali anche Ci sarà, canzone vincitrice del Festival di Sanremo 1984.

## Tracce
1. Al ritmo di Beguine (Ti amo) (Cristiano Minellono, Dario Farina, Michael Hofmann)  - 3:41
2. L'amore è (Cristiano Minellono, Michael Hofmann)  - 3:53
3. Ciao, aufwiedersehen, goodbye (Paolo Amerigo Cassella, Dario Farina)  - 3:35
4. Quando un amore se ne va (Cristiano Minellono, Dario Farina, Michael Hofmann)  - 3:20
5. It's forever (Dario Farina, Michael Hofmann, Romina Power)  - 2:55
6. Canzone blu (Cristiano Minellono, Dario Farina)  - 3:23
7. Ci sarà (Cristiano Minellono, Dario Farina)  - 3:28
8. Grazie (Cristiano Minellono, Dario Farina, Michael Hofmann)  - 3:28
9. Leo, Leo (Paolo Amerigo Cassella, Dario Farina, Michael Hofmann)  - 3:31
10. Un'isola nella città (Paolo Amerigo Cassella, Dario Farina, Michael Hofmann)  - 3:23
11. Gli innamorati (Carmelo Carucci, Dibì)  - 2:47

## Formazione
- Al Bano, Romina Power – voce
- Curt Cress, Lele Melotti – batteria
- Gunther Gebauer, Davide Romani – basso
- Fio Zanotti, Geoff Bastow – tastiera
- Paolo Gianolio, Mats Bjorklund, Charly Hornemann – chitarra
- Michael Hofmann – tastiera, cori
- Betty Maineri, Lalla Francia, Dario Farina – cori